# 北星站
北星站（日语：／ Hokusei eki */?）曾是屬於北海道旅客鐵道（JR北海道）宗谷本線之無人站，位於北海道名寄市智惠文北星，現時已廢置。車站編碼為W50。電報略號為ホク。
車站名稱來自其所在的地方。而該地的名稱是取自當時位於名寄以北的村落，名為「北山」。後來該地改稱為「北星」。此外，只有一部份普通列車會停靠本車站。

## 歷史
- 1959年11月1日：以日本國有鐵道北星站之姿啟用。開始乘客處理服務。
- 1987年4月1日：日本國鐵分割民營化，車站劃歸由JR北海道繼承。
- 2021年3月13日：隨時間表改正，車站被廢除[1][2]。

## 車站構造
- 側式月台的地面車站，1面1線。

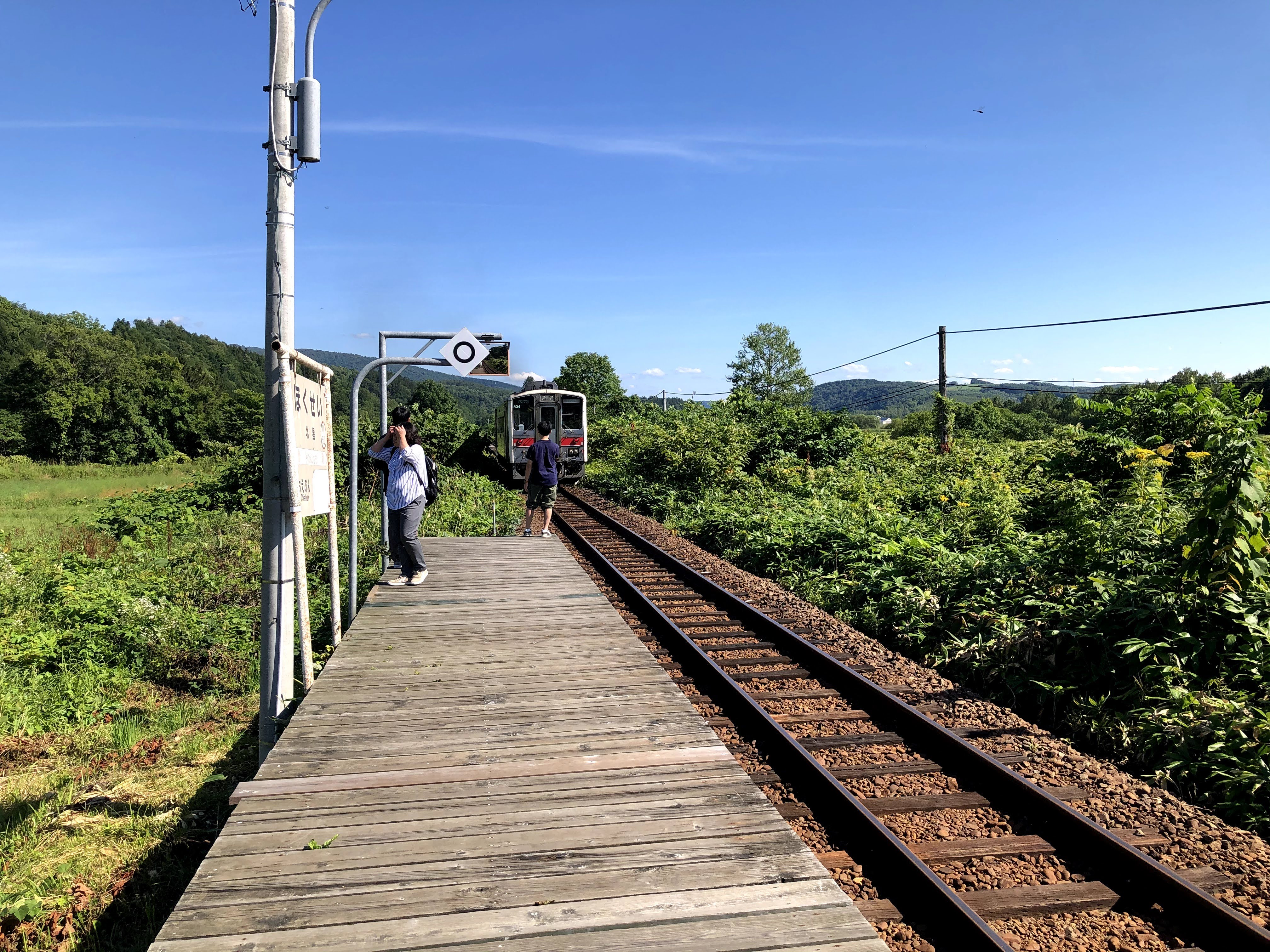
月台（攝於2020年8月）

- 設有候車室，並掛上紅色、寫上的看板。
- 木製月台與候車室約有15米距離。

## 車站周邊
車站周圍主要有約4至5間農家。
- 天鹽川

## 相鄰車站
北海道旅客鐵道（JR北海道）（廢站前）
■宗谷本線（一部分列車通過此站）
日進（W49）－（智東）－北星（W50）－智惠文（W51）
位於日進站與本車站之間曾經存在著智東站（1924年（大正13年）6月1日開始營運，2006年（平成18年）3月18日停止營運）

## 外部連結
- （日語）JR北海道 – 北星站（页面存档备份，存于）
- （日語）全驛參觀之旅（页面存档备份，存于）